# Marquard von Salzbach
Marquard (oder Markward) von Salzbach war ein Deutschordensritter, der zwischen 1389 und 1410 eine bedeutende Rolle in der Gestaltung der Beziehungen zwischen den Rittern und dem Großfürstentum Litauen spielte.

## Leben

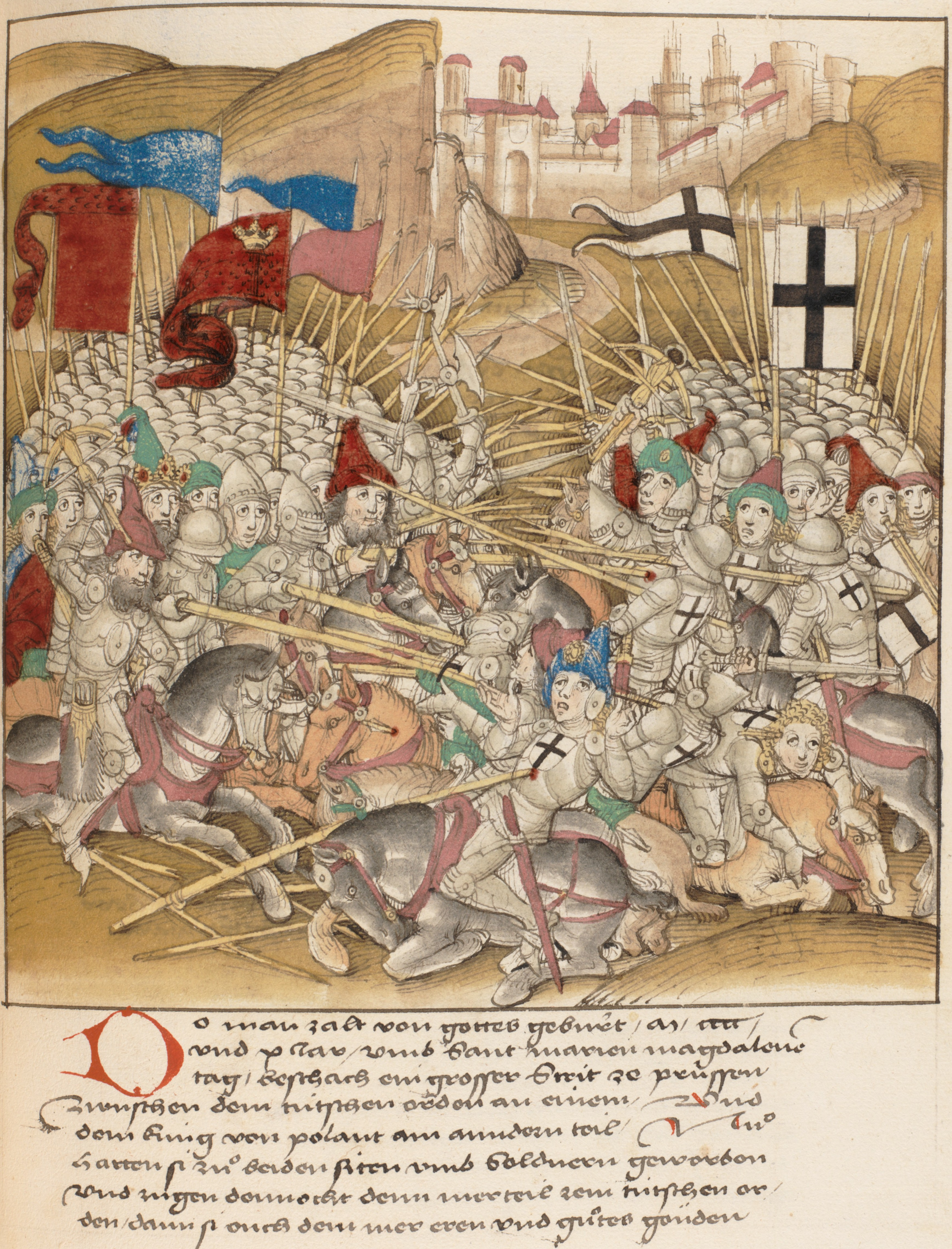
Die Schlacht von Tannenberg, 1410; rechts das Heer des Ritterordens

Marquard wurde im Juli 1384 von Vytautas, dem Großfürsten von Litauen, gefangen genommen, nachdem sich Vytautas während des Litauischen Bürgerkriegs (1381–1384) mit seinem Cousin Jogaila versöhnt hatte. Zu dieser Zeit war Marquard Kastellan der Neuen Marienburg, einer Burg an der Memel. Marquard wurde ein Freund und enger Berater von Vytautas, der ihn auf diplomatische Missionen schickte, um ein Bündnis mit den Rittern zu schließen, als 1389 ein weiterer Bürgerkrieg in Litauen ausbrach. Marquard erlangte die Freiheit zurück und schloss sich den Rittern an. Er wurde Kastellan von Ragnit und aufgrund seiner fließenden Beherrschung der litauischen Sprache und seiner intimen Kenntnisse des königlichen Hofes ein geschätzter Experte für litauische Angelegenheiten.
Als Vytautas sich gegen die Ritter wandte, kämpfte Marquard gegen Litauen bei dem Versuch, Samogitien zu erobern. Marquard half, den Frieden im Vertrag von Salynas 1398 auszuhandeln, und konnte 1600 Reiter zur Unterstützung von Vytautas in der Schlacht am Fluss Worskla 1399 gegen die Goldene Horde mitbringen. Die Schlacht endete mit einer vernichtenden Niederlage der Litauer, und Vytautas kam nur knapp mit dem Leben davon. Von den teutonischen Truppen entkamen nur drei Ritter mit ein paar niederen Rängen.
Nach dem von Vytautas inspirierten ersten samogitischen Aufstand beschuldigte Marquard Vytautas des Verrats und brachte die Verhandlungen für den Frieden von Raciąż 1404 fast zum Scheitern. Nach Abschluss des Vertrages beleidigte Marquard Vytautas weiter, indem er seine ermordete Mutter Birutė angriff. Der persönliche Konflikt wuchs und wurde schließlich in der Schlacht von Tannenberg beigelegt, an der Marquard als Komtur von Brandenburg teilnahm. Laut den Aufzeichnungen von Jan Długosz in der Banderia Prutenorum wurde er von Długosz’ Vater gefangen genommen und dann von Vytautas enthauptet, als er sich weigerte, sich für die Beleidigung zu entschuldigen.